# Alien Youth
Alien Youth – piąty album grupy Skillet wydany w 2001 roku przez wytwórnie Ardent Records. Jest to pierwszy album zespołu z nowym gitarzystą - Ben Kasica, który zastąpił Kevina Haalanda. W limitowanej edycji pojawiły się 2 nowe utwory oraz wyjaśnienie tematyki albumu przez Johna Coopera.

## Lista utworów
1. "Alien Youth" - 4:11
2. "Vapor" - 3:38
3. "Earth Invasion" - 4:47
4. "You Are My Hope" - 4:15
5. "Eating Me Away" - 3:37
6. "Kill Me, Heal Me" - 3:35
7. "The Thirst Is Taking Over" - 6:31
8. "One Real Thing" - 3:36
9. "Stronger" - 4:06
10. "Rippin' Me Off" - 4:46
11. "Will You Be There (Falling Down)" - 5:09
12. "Come My Way" - 5:01

## Edycja limitowana
1. "Heaven In My Veins" - 3:58
2. "Always the Same" - 4:06
3. "Alien Youth Explanation" - 3:22

## Twórcy
- John L. Cooper – wokal
- Korey Cooper – instrumenty klawiszowe, wokal
- Lori Peters - perkusja
- Kevin Haaland - gitara ("Earth Invasion")
- Ben Kasica - gitara